# Testy równoległe
Testy równoległe – testy psychologiczne, które mierzą dokładnie to samo i dokładnie tak samo różniąc się jedynie treścią pozycji testowych. Aby określić testy mianem równoległych, powinny one spełniać cztery warunki:
1. średni wynik otrzymany w teście A jest równy średniemu wynikowi w teście B
2. odchylenie standardowe wyników w teście A jest równe odchyleniu standardowemu wyników w teście B
3. interkorelacje pozycji w teście A są takie same jak interkorelacje w teście B
4. korelacja wyników w teście A z jakąś zmienną Z jest taka sama jak wyników w teście B z tą samą zmienną